# San Martín megye (Mendoza)
San Martín egy megye Argentína nyugati részén, Mendoza tartományban. Székhelye San Martín.

## Népesség
A megye népessége a közelmúltban a következőképpen változott:
| Év   | Lakosság |
| ---- | -------- |
| 2001 | 108 057  |
| 2010 | 118 220  |